# San Javier, Cadereyta de Montes
San Javier är en ort i Mexiko.   Den ligger i kommunen Cadereyta de Montes och delstaten Querétaro Arteaga, i den centrala delen av landet, 160 km norr om huvudstaden Mexico City. San Javier ligger 2 205 meter över havet och antalet invånare är 1 871.
Terrängen runt San Javier är kuperad, och sluttar söderut. Runt San Javier är det ganska glesbefolkat, med 38 invånare per kvadratkilometer. Närmaste större samhälle är Cadereyta de Montes, 11,9 km sydväst om San Javier. Trakten runt San Javier består i huvudsak av gräsmarker.